# Еддісон (Вісконсин)
Еддісон (англ. Addison) — місто (англ. town) в США, в окрузі Вашингтон штату Вісконсин. Населення — 3464 особи (2020).

## Демографія
Згідно з переписом 2010 року, у місті мешкало 3495 осіб у 1311 домогосподарстві у складі 996 родин. Було 1347 помешкань
Расовий склад населення:
| - 97,2 % — білих - 0,4 % — азіатів - 0,3 % — корінних американців - 0,3 % — чорних або афроамериканців |

До двох чи більше рас належало 0,9 %. Частка іспаномовних становила 2,3 % від усіх жителів.
За віковим діапазоном населення розподілялося таким чином: 23,2 % — особи молодші 18 років, 66,7 % — особи у віці 18—64 років, 10,1 % — особи у віці 65 років та старші. Медіана віку мешканця становила 41,3 року. На 100 осіб жіночої статі у місті припадало 109,3 чоловіків;  на 100 жінок у віці від 18 років та старших — 109,0 чоловіків також старших 18 років.
Середній дохід на одне домашнє господарство  становив 89 647 доларів США (медіана — 78 628), а середній дохід на одну сім'ю — 100 404 долари (медіана — 82 009). Медіана доходів становила 58 534 долари для чоловіків та 41 686 доларів для жінок. За межею бідності перебувало 1,7 % осіб, у тому числі 0,0 % дітей у віці до 18 років та 10,2 % осіб у віці 65 років та старших.
Цивільне працевлаштоване населення становило 2068 осіб. Основні галузі зайнятості: виробництво — 33,2 %, освіта, охорона здоров'я та соціальна допомога — 17,9 %, роздрібна торгівля — 9,9 %, науковці, спеціалісти, менеджери — 6,7 %.